# Heliomaster longirostris
El colibrí piquilargo (Heliomaster longirostris) es una especie de ave apodiforme de la familia Trochilidae —los colibríes— perteneciente al género Heliomaster. Es nativo de la América tropical (Neotrópico), donde se distribuye desde el sur de México, por América Central, hasta el centro de América del Sur.

## Nombres comunes
Aparte de colibrí piquilargo (en Costa Rica y Nicaragua), se le denomina también picudo gorgiestrella (en Colombia), picudo coronado (en Colombia), heliomaster piquilargo (en Panamá y Ecuador), colibrí estrella picolargo (en Venezuela), picolargo coroniazul (en México), colibrí pico largo (en Honduras y México), colibrí picudo coroniazul (en México), picaflor picudo o picaflor estrella,

## Distribución y hábitat
Se distribuye ampliamente desde el sur de México, hacia el sur por Guatemala, Belice, Honduras, El Salvador, Nicaragua, Costa Rica, Panamá, Colombia, hacia el este por Venezuela, Trinidad y Tobago, Guyana, Surinam, Guayana Francesa, hacia el sur por Ecuador, Perú (a occidente de los Andes solamente hasta el norte de Perú), hasta el sur y oriente de Bolivia y centro de Brasil.
Esta especie, a pesar de ampliamente diseminada, es considerada poco común en la mayor parte de su zona, en una variedad de hábitats naturales: en zonas más húmedas que Heliomaster constantii; prefiere el dosel forestal, especialmente en las aberturas o a lo largo de los bordes, bosques abiertos, arboledas y árboles aislados en pastizales y claros, bosques en galería en campo abierto, crecimientos secundarios y semiabiertos; evita el interior sombrío de los bosques. En tierras bajas y piedemonte, localmente llega hasta los 1400 a 1500 m de altitud.

## Descripción
Mide entre 11 y 12 cm de longitud. Pesa en promedio 7,1 g el macho y 6,5 g la hembra. El pico negro y largo, mide 3,5 cm. Presenta frente y coronilla de color azul brillante a verde azulado resplandeciente, y dorso verde bronceado. Tiene una mancha postocular pequeña y una lista malar ancha, ambas blancas. La barbilla es negruzca. y la garganta es de color púrpura metálico en estrella, más angosta y rojiza en la hembra. El pecho es gris arriba con borde verde bronceado. La parte inferior central del pecho y el abdomen son de color blanco, opaco. Presenta motas blancas a cada lado de la grupa. La cola y las patas son negras. La hembra tiene una coronilla cobriza, a veces con azul.

## Comportamiento
Es solitario, defiende los árboles con muchas flores. Se alimenta principalmente de néctar, pero además captura insectos en vuelo. Duerme sobre ramas altas. Su canto suena como un suave «wit».

## Reproducción
Se reproduce entre diciembre y febrero. Hace un nido en forma de taza ancha y poco profunda, con musgos, líquenes y pelusa vegetal. Lo asegura en la parte superior de una rama seca, con telarañas, a una altura de 4,5 a 10 m, tratando de que parezca una formación de la rama. La hembra pone dos huevos.

## Sistemática

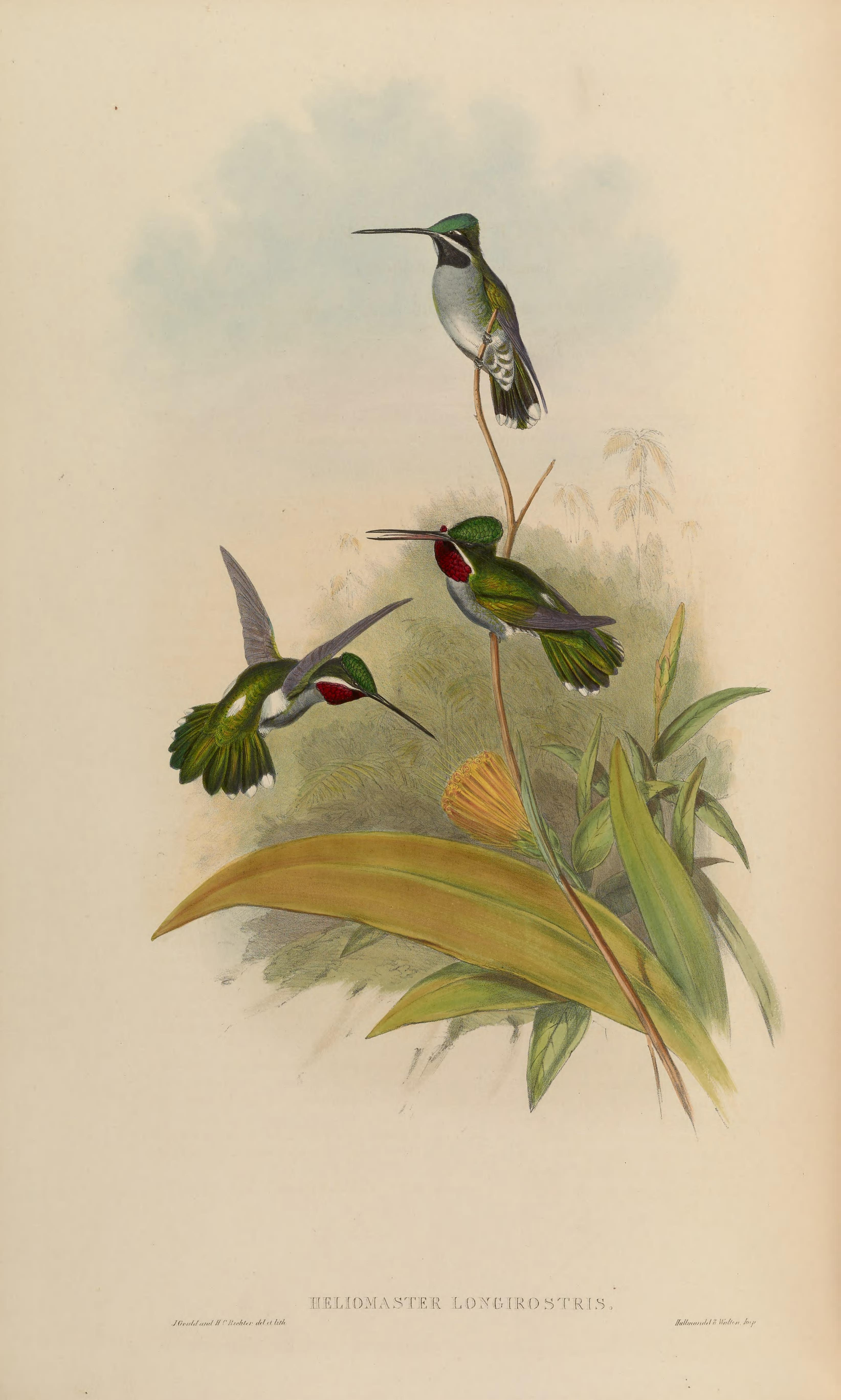
Heliomaster longirostris, ilustración de Gould y Richter en A monograph of the Trochilidae, or family of humming-birds 4, 1861.

### Descripción original
La especie H. longirostris fue descrita por primera vez por los naturalistas franceses Jean-Baptiste Audeberty Louis Pierre Vieillot en 1801 bajo el nombre científico Trochilus longirostris; su localidad tipo es: «Indias occidentales, por ej. Trinidad».

### Etimología
El nombre genérico masculino «Heliomaster» se compone de las palabras del griego «hēlios» que significa ‘sol’, y «mastēr» que significa ‘buscador’; y el nombre de la especie «longirostris», se compone de las palabras del latín «longus» que significa ‘largo’, y «rostris» que significa ‘de pico’.

### Taxonomía
La presente especie, junto con Heliomaster constantii ya fueron separadas en un género Anthoscenus con base en la cola cuadrada, las rectrices redondeadas y los detalles de la morfología del pico; los rasgos distintivos, sin embargo, varían en un continuo entre estas especies y H. furcifer, con H. squamosus ocupando una posición intermedia, y el tratamiento de las cuatro como congéneres se considera ahora generalmente más apropiado.
Las formas descritas Heliomaster veraguensis Boucard, 1895, Anthoscaenus longirostris chalcura Simon, 1921, Anthoscenus longirostris caeruleiceps Bond & Meyer de Schauensee, 1941 y Heliomaster stuartae Lawrence, 1860, se consideran sinónimos de la nominal; mientras que la forma Heliomaster longirostris masculinus A.R. Phillips, 1966 se incluye en pallidiceps.

### Subespecies
Según las clasificaciones del Congreso Ornitológico Internacional (IOC) y Clements Checklist/eBird  se reconocen tres subespecies, con su correspondiente distribución geográfica:
- Heliomaster longirostris pallidiceps Gould, 1861 – sur de México (desde Guerrero y sur de Veracruz) hasta Nicaragua.
- Heliomaster longirostris longirostris (Audebert & Vieillot), 1801 – este y suroeste de Costa Rica, Panamá y Colombia al sur por el este de Ecuador, este de Perú y este de Bolivia, al este por Las Guayanas y la Amazonia brasileña; también en Trinidad.
- Heliomaster longirostris albicrissa Gould, 1871 – del oeste de Ecuador al noroeste de Perú (Cajamarca).